# Дакія (римська провінція)
Да́кія (лат. Dacia) — провінція Римської імперії з 106 по 271—275 рр. ЇЇ територія складалася з регіонів Олтенія, Трансильванія та Банат (сьогодні Румунія, окрім останньої, яка поділена між Румунією, Угорщиною та Сербією). За часів римського правління вона була організована як імперська провінція на кордонах імперії. За оцінками, чисельність населення Римської Дакії становила від 650 000 до 1 200 000. Дакію завоював Траян (98–117) після знищення Дакійського королівства Беребіста.

## Економіка
Однією з причин завоювання території Дакії були багаті родовища золота. Як показують дані, зібрані на основі імен колоністів, провінція була колонізована переселенцями з усього римського світу, але основну масу становили, мабуть, відставні воїни з північної та центральної Італії, які привозили дружин зі своїх рідних місць. На Колоні Траяна на барельєфах показано, як даків скорботно відводять з країни. Автохтонне населення було у великій кількості звернуто на рабів і продано в інші провінції Римської імперії: за даними пізньоантичного автора Іоанна Ліда, посилався на військового медика Траяна Тита Статілія Критона, римлянами тоді було взято близько 500 тис. Військовополонених. «Вільні даки» пішли в гори і в північні місцевості від Карпатських гір, на територію нинішньої України та Білорусі. Дуже інтенсивної романізації за відносно невеликий проміжок часу зазнало прийшле населення з інших провінцій. За різними оцінками, романомовне населення Дакії становило близько 1 млн осіб на кінець римського правління. Народна латина взяла на себе роль основної мови регіону. Лінгвістичний аналіз румунської мови показує, що разом з римлянами в Дакію проникло і раннє християнство, хоча нероманізовані регіони, залишалися язичницькими набагато довше. Через віддаленість області субстратний вплив автохтонної культури та мови на життя провінції був значним. Найбільш відомими римськими містами Дакії були: столиця Сармізегетуза, Дробета, Апулум, Пороліссум, Ромула, Напока та інші, розташовані переважно в горбистій і гірській частині Карпат. Більшість з них було зведено на місці більш ранніх поселень даків. Перебуваючи в оточенні варварських племен, Дакія постійно зазнавала нападів.

### Виведення римських військ з Дакії
Докладніше:Виведення римських військ з Дакії
У 271 році римський імператор Авреліан ухвалив рішення евакуювати на правий берег Дунаю римські війська і цивільне населення, де на території Мезії та Фракії були створені дві нові правобережні провінції: Дакія Прибережна (лат. Ripensis) і Дакія Внутрішня (лат. Mediterranea).

## Список пропреторів провінції Дакія
- Децим Терентій Скауріан (109—110/111)
- Гай Авідій Нігрін (112—114)
- Квінт Бебій Макр (114)
- Квінт Марцій Турбон (117—119)
- Гней Фавстін Секст Юлій Север (119—127)
- Гней Папірій Еліан (131—134)
- Гай Юлій Басс (135—138)
- Луцій Анній Фабіан (138—141)
- Квінт Мустій Пріск (141—144)
- Публій Орфідій Сенеціон (144 — 147—148)
- Гай Курцій Юст (148—150)
- Марк Седацій Северіан (150 — 152—153)
- Марк Стацій Пріск Ліциній Італік (156—158)
- Кальпурній Прокул (161—162)
- Секст Кальпурній Агрікола (166—168)
- Марк Клавдій Фронтон (168—169 — 170)
- Секст Корнелій Клемент (170—172)
- Гай Аррій Антонін (176—177)
- Гай Веттій Сабініан Юлій Хоспет
- Квінт Аврелій Пол Терентіан (193)
- Публій Септимій Гета (195)
- Полленій Ауспекс (197—200)
- Публій Мевій Сур (205)
- Луцій Марій Перпетв (212—215)